# Euproctis piperita
Euproctis piperita är en fjärilsart som beskrevs av Charles Oberthür 1880. Euproctis piperita ingår i släktet Euproctis och familjen tofsspinnare. Inga underarter finns listade i Catalogue of Life.